# Famille de Drouas
La famille de Drouas est une famille subsistante de la noblesse française, originaire de Bourgogne. L'orthographe « Drouâs » est également fréquente depuis la fin du XIXe siècle.
Sa filiation est établie depuis le XVIe siècle. Elle a donné plusieurs capitaines et généraux, des chanoines, des abbés commendataires, un évêque comte de Toul et prince du Saint-Empire, des conseillers et des présidents au parlement de Bourgogne,.

## Histoire
Une ancienne tradition rapporte que la famille de Drouas serait originaire d’Angleterre ou d’Écosse, et se serait installée dans le Perche, avant de s’établir à Dreux, où naît le premier membre connu de la lignée. 
La filiation documentée débute à la fin du XVIe siècle avec Guillaume de Drouas, écuyer, sieur de la Plante, commandant militaire au service d’Antoine du Prat, baron de Vitteaux et chef du parti de la Ligue en Bourgogne. Guillaume exerce notamment le gouvernement de la ville et du château de Vitteaux ; il est expressément nommé dans les traités de capitulation lors de la soumission de la place à Henri IV en 1593. Il meurt vers 1601 à Grenoble voulant sauver de la noyade le domestique l'accompagnant à un procès dans cette ville, il y est inhumé.
Les principales branches de la famille sont issues de deux de ses fils :
- Antoine Drouas, seigneur de Vélogny, est nommé maître des comptes à Dijon en 1618, charge anoblissante. Il reçoit des lettres d’honneur en 1669 et siège aux États de Bourgogne ;
- Zacharie Drouas, secrétaire du roi, audiencier à la chancellerie du parlement de Bourgogne, obtient en 1631 l’érection en fief du domaine de la Plante à Boussey.

Des descendants d’Antoine et de Zacharie occupent des fonctions importantes sous l’Ancien Régime dans la magistrature, l’administration royale, l’armée et l’Église. La famille est représentée aux États de Bourgogne jusqu’au XVIIIe siècle et prend part aux assemblées de la noblesse tenues à Auxerre et Semur en 1789.
Zacharie (1597-1659) est anobli par charge de secrétaire du roi, audiencier en la chancellerie près le Parlement de Bourgogne le 4 mai 1628. Il reçoit ses lettres d’Honneur le 25 septembre 1651. Il est admis aux États de Bourgogne en 1671,
1673, 1700 et 17 mars 1781 et vote au bailliage d’Auxerre en 1789.
La famille de Drouâs est membre de l'Association d'entraide de la noblesse française, depuis 1939.

## Orthographe du nom de famille
La lecture des actes BMS (baptêmes, mariages, sépultures) puis NMD (naissances, mariages, décès) permet de connaître la réalité du nom de famille :
- « Drouas » jusqu'à la naissance de Jacques Drouas, le 17 avril 1680 à Boussey ;
- puis « Droüas » ou « Droûas », jusqu'à la naissance de Claude Edme Droüas, le 22 décembre 1750 ;
- puis ce même Claude Edme déclare le nom de « de Droûas » à la naissance de son fils Jacques Henri Robert le 7 août 1784 ;
- et enfin « de Drouâs » à la naissance d'Henri Marie Félix Edme le 17 août 1884.

## Personnalités
En 2024, la branche subsistante est celle qui est issue de Henri Marie Félix Edme de Drouâs (1884-1964).
Les informations données par Gustave Chaix d'Est-Ange permettent de connaître l'origine de la famille. La lecture des actes BMS (baptêmes, mariages, sépultures) puis NMD (naissances, mariages, décès) permet de s'assurer de la réalité des noms, prénoms et dates. Cela permet d'établir les liens de filiations suivant entre les personnalités :
- Guillaume Drouas (1552 - vers 1601 à Grenoble) épouse Marcelline Pivert.
  - Antoine Drouas, seigneur de Vélogny, maître des comptes à Dijon en 1618, charge anoblissante. Il reçoit des lettres d’honneur en 1669 et siège aux États de Bourgogne.
  - Zacharie Drouas (vers 1597 - 26 novembre 1658 à Boussey), seigneur de La Plante, audiencier à la chancellerie du parlement de Bourgogne. Le 17 juillet 1622 à Dijon (Bourgogne), il épouse Jeanne Bossuet.
    - Zacharie Drouas (2 mars 1630 à Dijon - 29 novembre 1682 à Boussey), seigneur de La Plante. Le 7 novembre 1673 à Boussey, il épouse Michelle de Thibaut de Jussey.
      - Jacques Drouas (17 avril 1680 à Boussey[7] - 1767), chevalier, seigneur de La Plante, capitaine d'infanterie, admis en 1700 aux États de Bourgogne. Le 19 août 1710 à Vitteaux, il épouse Claude Simon de Grandchamp.
        - Claude Droüas dit Claude Drouas de Boussey (30 septembre 1712 à Boussey[8] – 1773), évêque comte de Toul à partir de 1754, prince du Saint-Empire, abbé commendataire de Morigny.
        - Jacques Droüas (17 novembre 1720 à Boussey[9] - 20 avril 1802 à Vitteaux), seigneur de Boussey et de Marcilly, cornette au régiment Rohan de cavalerie. Le 14 février 1748 à Paris 1er, il épouse Anne Angélique Massé de Saint-Martin.
          - Jacques Marie Charles Droüas dit Jacques Marie Charles de Drouas de Boussey (3 novembre 1748 à Sens[10] - 28 décembre 1829 à Dijon), général de brigade en 1802, inspecteur général d’artillerie, commandeur de l'ordre national de la Légion d'honneur.
          - Claude Edme Droüas (22 décembre 1750 à Sens[11] - 16 vendémiaire an XIII = 8 octobre 1804 à Beaumont (Yonne)[12]),chevalier seigneur de La Plante et de Marsigny, capitaine au régiment de Bourgogne infanterie, lieutenant du tribunal de nos seigneurs les maréchaux de France[13], maire de Beaumont en 1803 et 1804. Le 23 janvier 1781 à Saint-Florentin, il épouse Marie Savine Henriette Le Mire de Chamorette.
            - Jacques Henri Robert de Droûas (7 août 1784 à Saint-Florentin[14] - 24 août 1814 au château de La Thuilerie à Jaulges), mousquetaire dans la première compagnie des mousquetaire de la garde du roi. Le 6 octobre 1806 à Montceau-les-Mines, il épouse Edmée Henriette Madeleine de Feu de La Mothe.
              - Jacques Louis Henry de Droûas (25 octobre 1807 à Troyes[15] - 18 mars 1870 à Tonnerre)[16]. Le 29 octobre 1838 à Tonnerre, il épouse Marie Julienne Eugénie Siraudin.
                - Eugène Henri Fernand de Droûas (24 avril 1845 à Tonnerre[17] - 2 novembre 1904 à Tonnerre). Le 9 août 1881 à Marcillat-en-Combraille, il épouse Louise de Durat.
                  - Henri Marie Félix Edme de Drouâs (17 août 1884 à Marcillat-en-Combraille - 8 mai 1964 à Versailles)[18], colonel d'aviation. ancien élève de Saint-Cyr (promotion 1904), sous-lieutenant en 1906, lieutenant en 1908, capitaine le 4 avril 1916, observateur en février 1915,  pilote le 4 octobre 1915, capitaine de cavalerie au 32e régiment d'aviation, chef de bataillon à l'École militaire et d'application de l'Aéronautique, lieutenant-colonel commandant l'École de Villacoublay…, chevalier de l'ordre national de la Légion d'honneur en 1920, promu officier en 1932. Il a inspiré le personnage de fiction Nimbus, Chef d'escadrille. Le 3 mai 1922 à Lyon, il épouse Françoise Monroe.
                    - Louis Marie Jean de Drouâs (16 avril 1924 à Dijon - 24 mars 2015 dans le 15e arrondissement de Paris)[19]. Il épouse Thérèse de Saint-Phalle (1930-2023).
                      - Henry de Drouâs épouse Delphine Motte.
                        - Pauline de Drouâs épouse Jean-Charles de Castelbajac.

        - Hector-Bernard de Drouas (1722–1802), chanoine et vicaire général de Sens, puis d'Autun, docteur de la Sorbonne, abbé commendataire de Saint-Rigaud (1781).

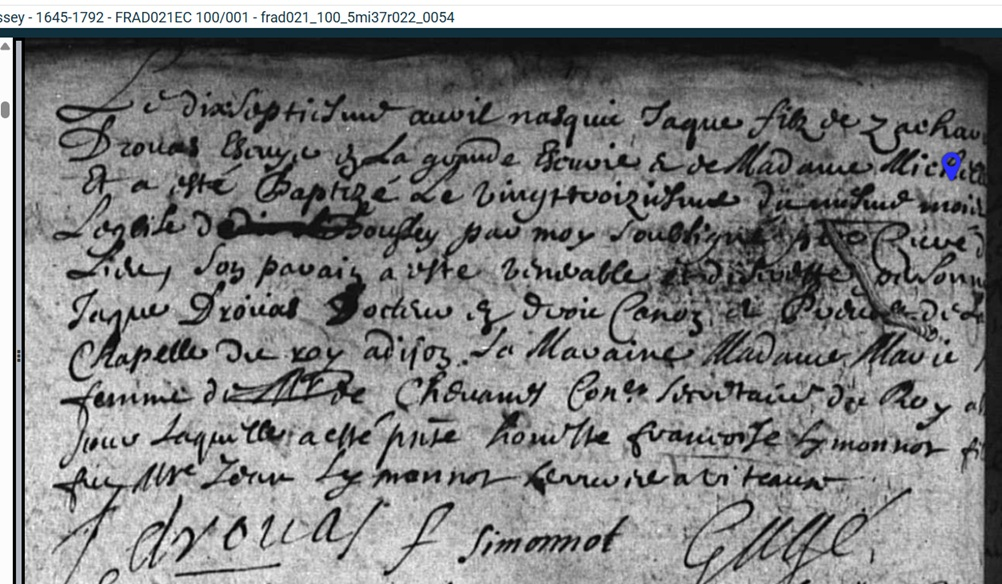
1680.04.17 - Acte de baptême de Jacques Drouas.
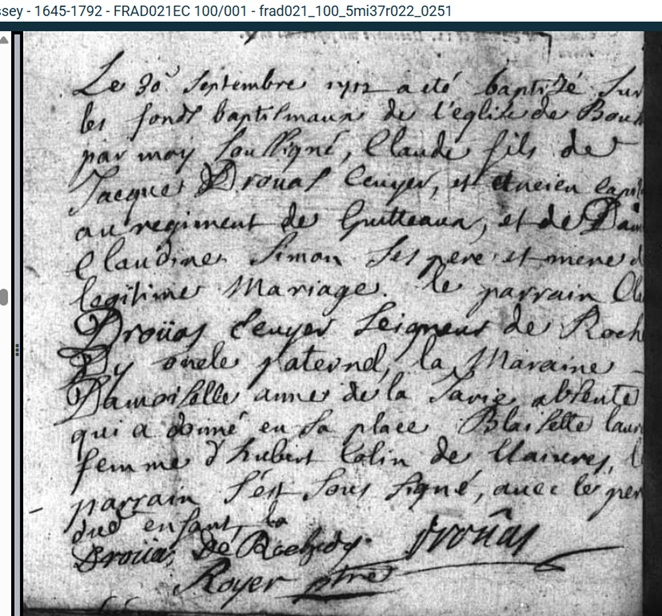
1712.09.30 - Acte de baptême de Claude Droüas.
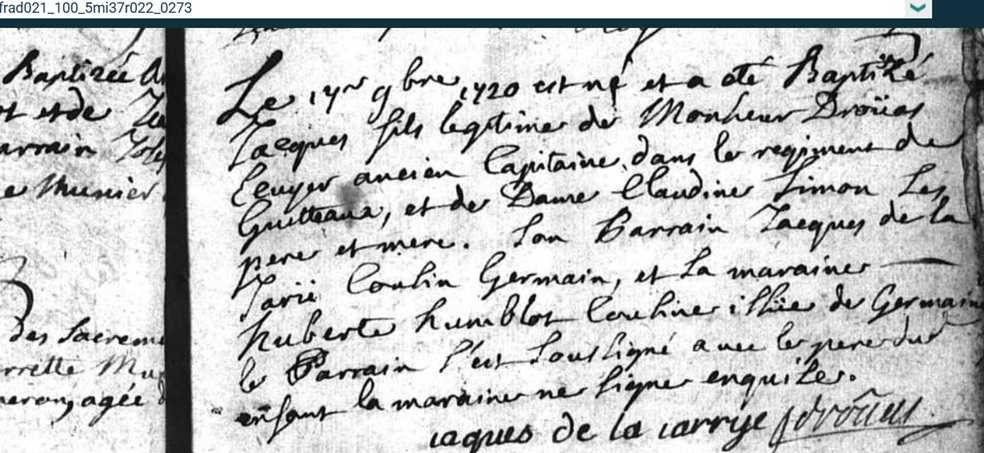
1720.11.17 - Acte de baptême de Jacques Droüas.
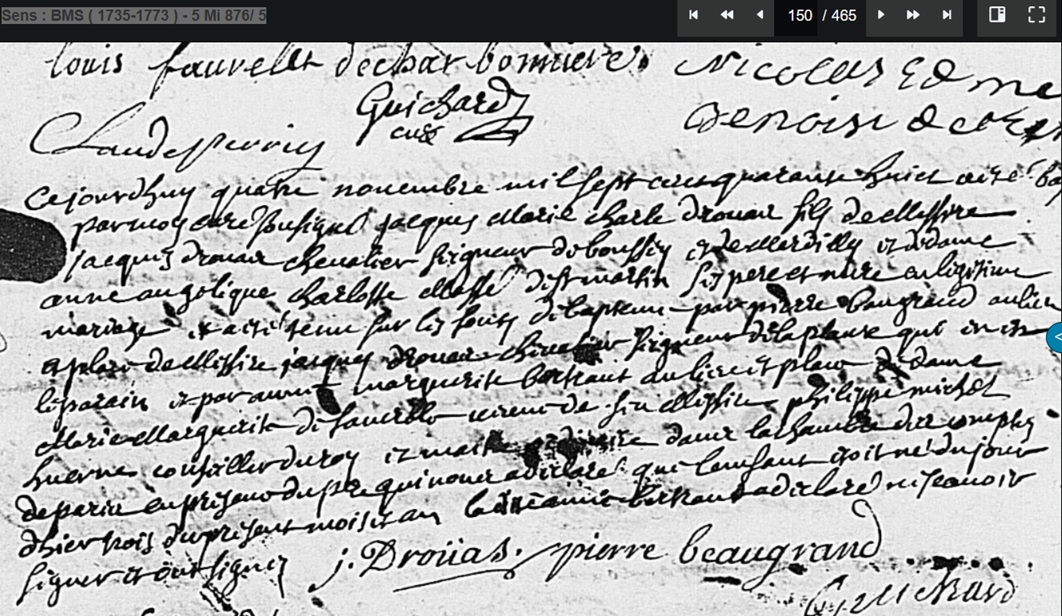
1748.11.03 - Acte de baptême de Jacques Marie Charles Droüas.
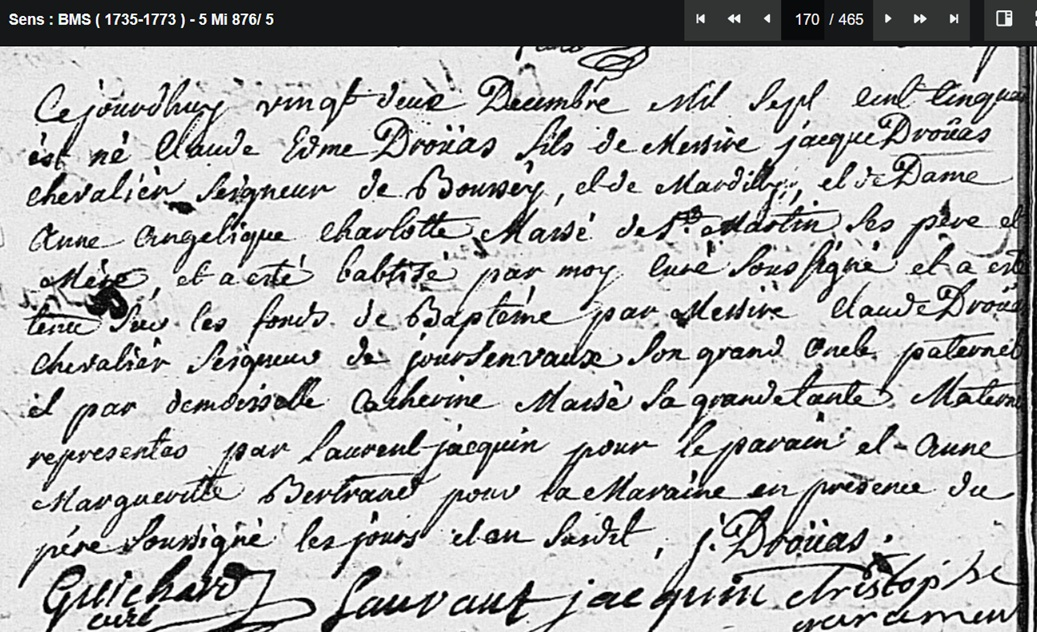
1750.12.22 - Acte de baptême de Claude Edme Droüas.
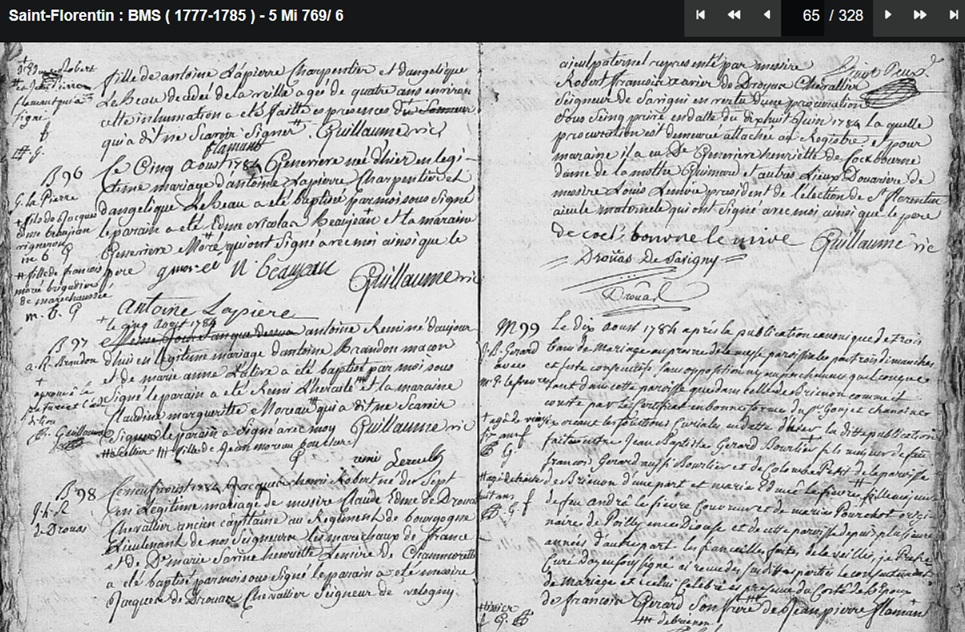
1784.08.07 - Acte de baptême de Jacques Henri Robert Droûas.
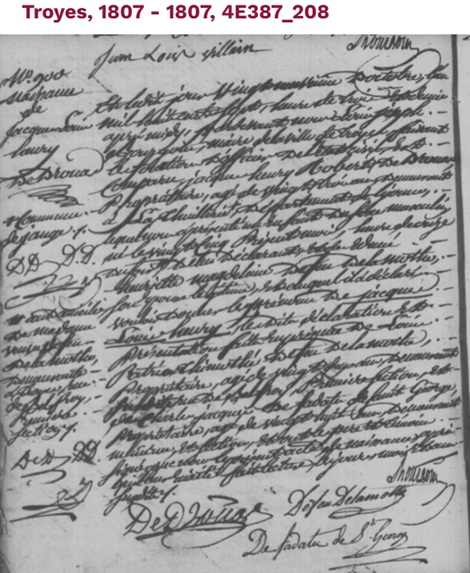
1807.10.25 - Acte de naissance de Jacque Louis Henri de Doûas.
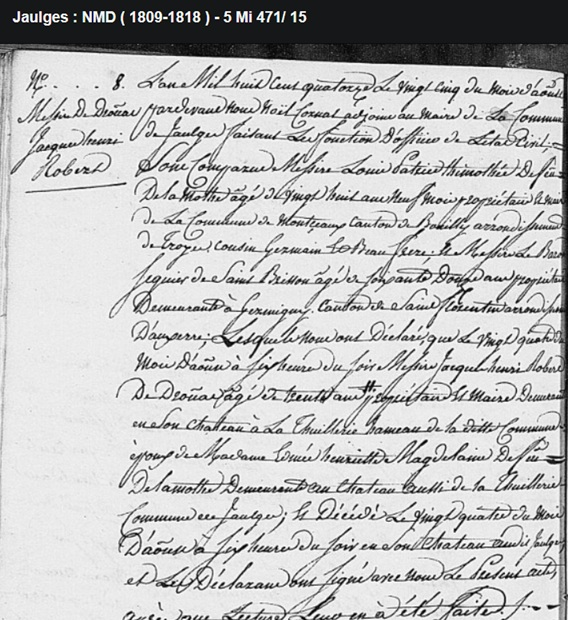
1814.08.24 - Acte de décès de Jacques Henri Robert de Droûas.
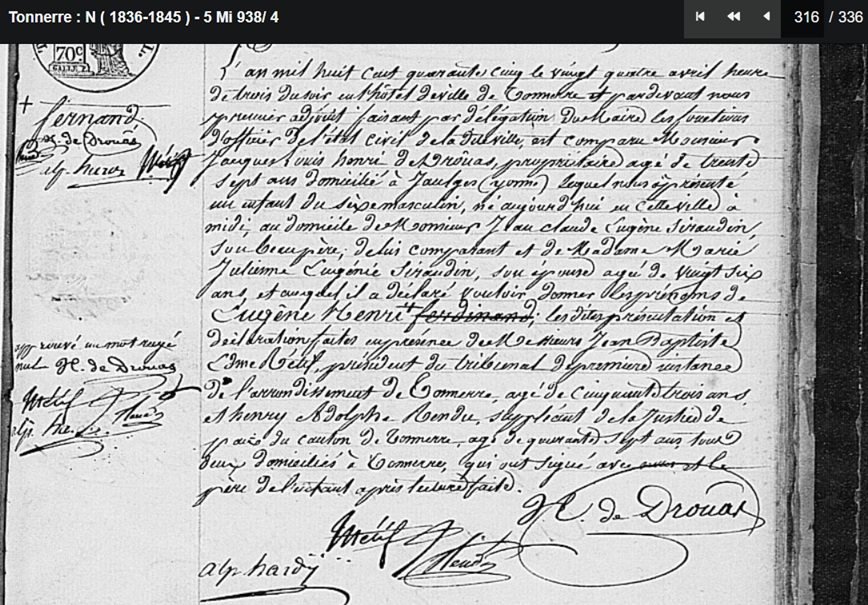
1845.04.24 - Acte de naissance d'Eugène Henri Fernand de Drouâs.
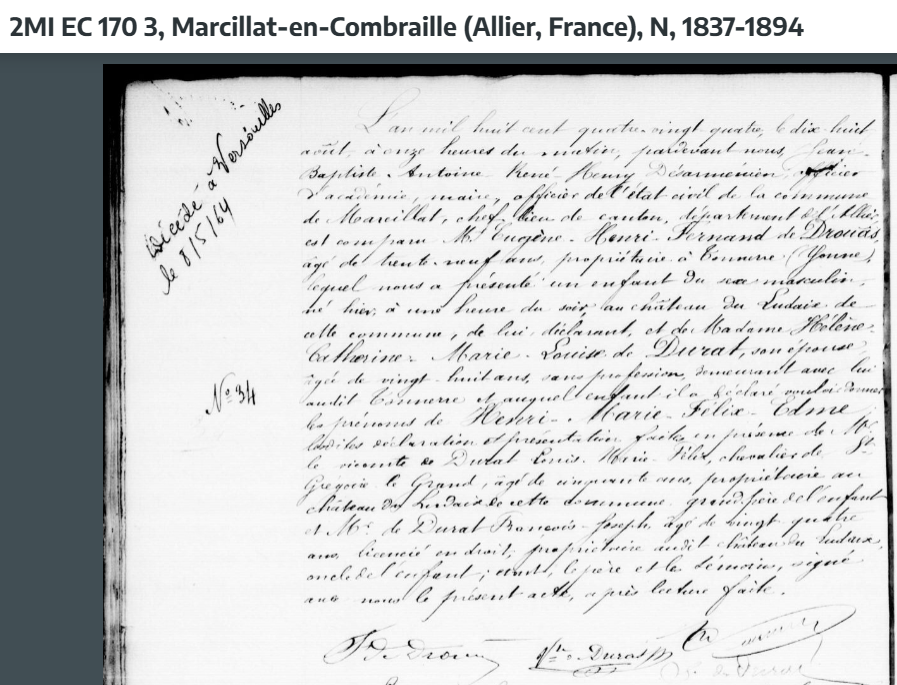
1884.08.17 - Acte de naissance d'Henri Marie Félix Edme de Drouâs.
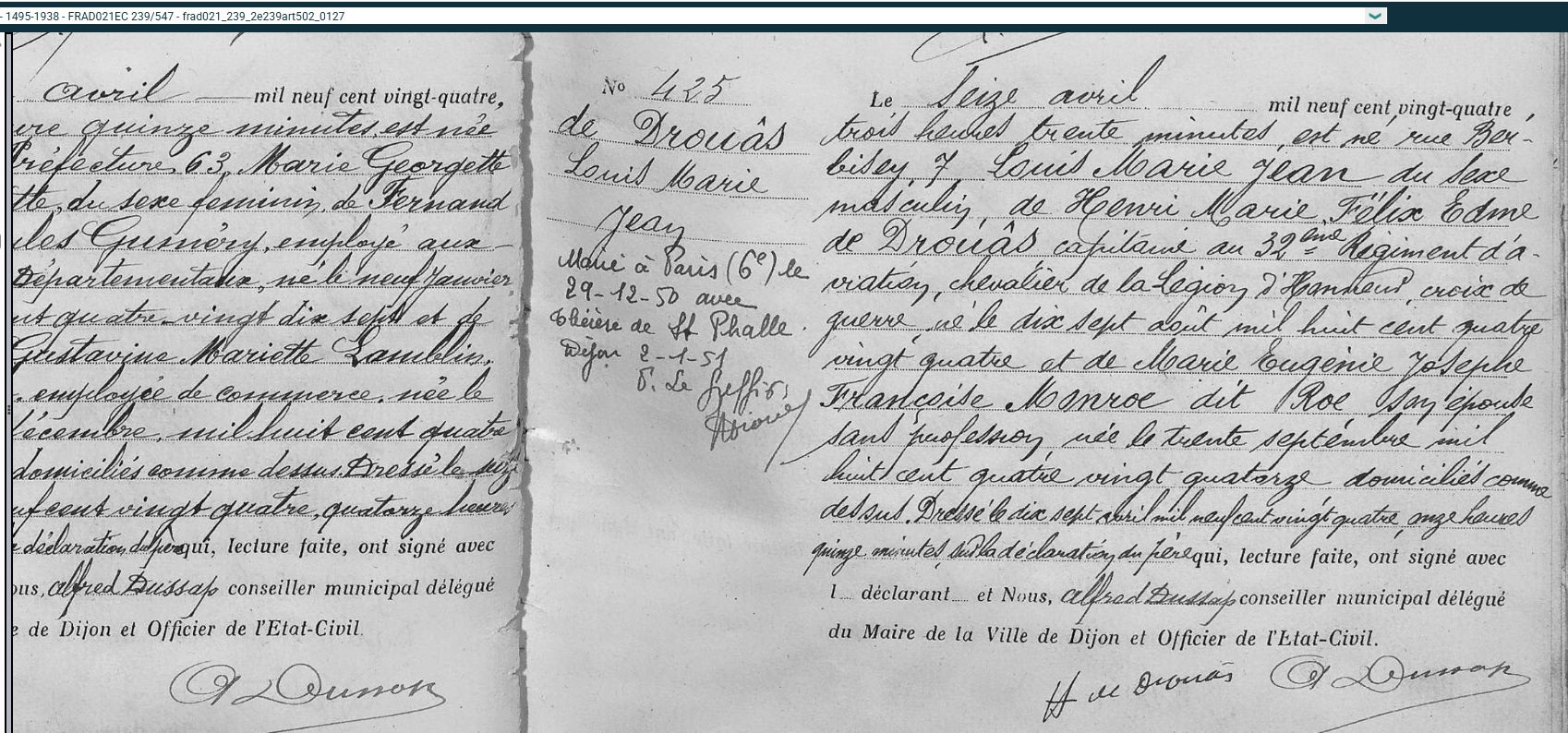
1924.04.16 - Acte de naissance de Louis Marie Jean de Drouâs.

## Alliances
Les principales alliances de la famille de Drouas sont : Bossuet (deux frères Drouas épousent en 1619 et 1622 deux tantes de l'évêque de Meaux Jacques-Bénigne Bossuet), Thibault de Jussey (1673), Simon (1710), Massé de Saint-Martin (1748), Le Mire de Chamourette (1781), Guijon de la Vêvre (1780), Suremain de Missery (1786), Siraudin (1838), de L'Escalopier (1914), Burin des Roziers, Mollerat du Jeu (1987), de Villèle, de La Rochefoucauld (2011), de Castelbajac (2019), de La Chapelle d'Uxelles (2025).

## Armes et devise
| Famille de Drouas | Blasonnement : D’azur au chevron d’or accompagné de trois fers de lance du même au chef d’argent chargé de trois molettes de sable. Devise : Pretium virtutis |

## Pour approfondir